# Oktober 2004
| Oktober 2004 |
| Månader under 2004: Januari · Februari · Mars · April · Maj · Juni · Juli · Augusti · September · Oktober · November · December ← December 2003 · Januari 2005 → |

## Måndagen4 oktober2004
- (4/10) Sveriges regering, centern och vänstern kommer överens om att Barsebäck 2 skall stängas under 2005.
- (4/10) Richard Axel och Linda B. Buck tilldelas nobelpriset i medicin för sin forskning kring luktsinnet.

## Tisdagen5 oktober2004
- (5/10) David J Gross, H David Politzer och Frank Wilczek tilldelas nobelpriset i fysik för sin forskning kring kvarkar.
- (5/10) Dagens Nyheter, Sydsvenska Dagbladet, Östersunds-Posten och Göteborgs-Posten går över till tabloidformat.

## Onsdagen6 oktober2004
- (6/10) Aaron Ciechanover, Avram Hershko och Irwin Rose tilldelas nobelpriset i kemi för sin forskning kring cellens proteinnedbrytning.

## Torsdagen7 oktober2004
- Elfriede Jelinek tilldelas nobelpriset i litteratur.

## Fredagen8 oktober2004
- Svenska biopremiärer den 8 oktober: The Terminal, Håkan Bråkan & Josef, The Friedmans och Door in the Floor

## Lördagen9 oktober2004
- Afghanistan har sina första allmänna val efter talibanregimens fall.

## Måndagen11 oktober2004
- Norrmannen Finn E. Kydland och amerikanen Edward C. Prescott tilldelas ekonomipriset till Nobels minne.

## Tisdagen12 oktober2004
- En person har anhållits för sabotage mot Nynäsbanan vid Nynäshamn. Trafiken rullar igen.

## Torsdagen14 oktober2004
- 500 personer varslas från SAAB i Trollhättan

## Söndagenden17 oktober2004
- En ifrågasatt folkomröstning i Vitryssland vinns av president Aleksander Lukasjenko.[1]

## Måndagenden18 oktober2004
- En älgjägare dödas av en björn i Nausta söder om Jokkmokk. Det är första gången detta sker i Sverige sedan 1902.
- Lunds stift beslutar att Örja kyrka i Landskrona kommun ska dekonsekreras.

## Tisdagenden19 oktober2004
- En kvinna och en ung pojke dödades av en knivbeväpnad man i Linköping.[2]
- Fem personer, tre vuxna och två barn, omkommer på Europaväg 65 mellan Oxie och Svedala efter frontalkrock med en berusad ungersk långtradarförare som kört in på fel sida av motorvägen.[3]

## Torsdagenden21 oktober2004
- Göran Persson ombildar Sveriges regering. Bosse Ringholm blir vice statsminister och Pär Nuder blir ny finansminister. Leif Pagrotsky blir kultur- och utbildningsminister och Thomas Östros blir näringsminister och flera andra ändringar. Nya ministrar är Jens Orback och Ibrahim Baylan. Lars-Erik Lövdén och Gunnar Lund lämnar regeringen.
- IT-haveri har stoppat utdelningen av Dagens Nyheter i stora delar av landet, 80 000 hushåll utan tidning.[4]

## Söndagenden24 oktober2004
- Efter sju års byggtid invigs Södra länken (Riksväg 75) mellan Nacka och Stockholm.[5]
- Dagens Eko hävdar att Bosse Ringholms Enskede IK betalat ut svarta löner.

## Onsdagenden27 oktober2004
- Omröstningen om en ny EU-kommission skjuts upp
- Kanal 5 anmäler Stim till Konkurrensverket då man vill att de ska granska deras affärsmetoder, avtal och ersättningssystem.

## Torsdagenden28 oktober2004
- OECD anser att Sveriges regering skall låta SJ gå i konkurs för att förbättra konkurrensen.
- Den palestinske ledaren Yassir Arafat lider av magsmärtor och kommer eventuellt att läggas in på sjukhus.
- Det Kvindelige Velgørende Selskab i Danmark upplöses.[6]

## Fredagenden29 oktober2004
- EU:s ledare har undertecknat den nya EU-konstitutionen vid en ceremoni i Rom.
- Fem anställda vid Bergianska trädgården i Stockholm förs till sjukhus efter en fikapaus med bakverk.
- Enligt mätningar från DN/Temo så fortsätter Vänsterpartiet att tappa väljare. Stödet ligger för tillfället på 6,6 procent och så lågt stöd har inte partiet haft sedan 1994.
- En 40-årig kvinna i Gävle har hittats svårt knivskuren vid Migrationsverkets anläggning. Hennes make är gripen för dådet och har enligt uppgift erkänt.
- Yassir Arafat transporteras till Paris för behandling av den blodcancer han drabbats av.

## Lördagenden30 oktober2004
- Den arabiska TV-kanalen al-Jazira sänder en ny videoinspelning med Usama bin Ladin